# 传灯庵
传灯庵是位于浙江省岱山县长涂镇小长涂山的长涂港北面出口的一個寺廟。传灯庵历代住持管理着西鹤嘴灯塔。
长涂港北面出口是船只进出长涂港的必经航道，有相互对峙的东鹤嘴、西鹤嘴和“五虎礁”。风雨雾夜天气，过往船只容易触礁。
清同治年间，来自江苏常熟的比丘尼慈领（俗名王伟女），途经长涂港闻此事后决定搭篷结庐，留在西鹤咀。入夜则摇小船，至孤礁之顶，点上5盏小油灯，为渔船指航。此举感化周边的渔民常往助款，慈领又用所得助款修铸大铜钟，遇雾天则撞击铜钟警告过往船只。
同治十年（1871年），由长涂秀才金品三出资创建“西鹤咀灯塔”，渔民则谓之“西鹤咀天灯”。传灯庵则为后人纪念慈领尼姑于她搭篷处所建，其名也正是纪念慈领之精神。
庵堂在第三代师性聪和尚时得以扩建，仍管理西鹤咀灯塔。第四代师本银为腿有疾，但除主持庵堂佛事外仍负责点亮“天灯”。光绪二十六年（1900）冬，定海直隶厅知事郭仲岳特为“传灯庵”题匾。
目前，通过人工长堤，孤礁西鹤咀已经和小长涂山连在一起，并修建了现代化的海拔43米的灯塔。